# Cristiñade
Cristiñade (oficialmente San Salvador de Cristiñade) es una parroquia española del municipio de Puenteareas, perteneciente a la provincia de Pontevedra, en la comunidad autónoma de Galicia.

## Historia
Hacia mediados del siglo XIX, la parroquia, ya por entonces perteneciente a Puenteareas, tenía contabilizada una población de 676 habitantes. Aparece descrita en el séptimo volumen del Diccionario geográfico-estadístico-histórico de España y sus posesiones de Ultramar de Pascual Madoz con las siguientes palabras:

CRISTIÑA DE (San Salvador): felig. en la prov. de Pontevedra (5 leg.), part. jud. y ayunt. de Puenteáreas (1/2), dióc. de Tuy (3): sit. á las inmediaciones del r. Tea, con libre ventilacion y clima bastante sano. Comprende los l. de Barro, Correlo, Freijoal, Gándara, Juño, Maceiras, Masejo, Outeiro de Pazo, Penela, Portela de Benito, Portela de Vento y Val, Rivadeira, Sequeiros, Souto-Vidal, Torre y Urcela, que reunen unas 170 casas de mediana fáb. y comodidad. La igl. parr. (San Salvador), se halla servida por un cura de segundo ascenso y de patronato laical. Confina el térm. con los de S. Martin de Moreira, Angoares y Puenteáreas. El terreno participa de monte y llano, y abunda en fuentes de buenas aguas que sirven para beber y otros usos; y el sobrante va á parar al r .Tea, el cual cruza de N. á S. y confluye en el Miño mas abajo de Salvatierra: prod.: trigo, centeno, cebada, maiz, vino, habichuelas, lino, legumbres, frutas y pastos; se cria ganado vacuno, de cerda, lanar y cabrio; hay caza de varias especies, y pesca de truchas, anguilas, lampreas y otros peces menudos. ind.: la agricultura, molinos harineros y telares de lienzos del pais. pobl.: 169 vec., 676 alm. contr.: con su ayunt. (V.)
(Madoz, 1847, p. 171)

En 2023, tenía empadronados 480 habitantes.